# Felix Bamberg
Pour les articles homonymes, voir Bamberg (homonymie).
Felix Bamberg (né le 17 mai 1820 à Unruhstadt et mort le 12 février 1893 à Saint-Gratien (près de Paris)) est un diplomate, écrivain et publiciste prussien.

## Biographie
Felix Bamberg est le fils de l'érudit privé Moritz Bamberg et d'Ernestine Meyer. Il étudie au lycée de Glogau et le lycée de Friedrichswerder de Berlin, puis étudie la philosophie et les sciences politiques à Berlin, Paris et Göttingen. En 1846, il obtient son doctorat et travaille ensuite comme traducteur et auteur. En 1851, il entre dans le service diplomatique prussien et est employé à l'ambassade à Paris, où il progresse dans les étapes de carrière d'une carrière diplomatique, conseiller, vice-consul, consul et à partir de 1867 consul à Paris. En 1859, il épouse la Française Françoise Elisabeth Husson, ils ont deux fils.
En 1870/71, il est chef des affaires de presse au quartier général allemand, puis conseiller politique d'Edwin von Manteuffel. Il collabore à l'Allgemeine Deutsche Biographie. Pour la série Allgemeine Geschichte in Einzeldarstellungen (de) publiée par l'historien allemand Wilhelm Oncken, il contribue au volume Angelegenheit im Zeitraume des Pariser und des Berliner Friedens.
À partir de 1873, il est consul à Messine, à partir de 1880 consul général à Gênes et prend sa retraite en 1887.
Il est également rédacteur des journaux et des lettres de Friedrich Hebbel.

## Travaux (sélection)
- Ueber den Einfluß der Weltzustände auf die Richtungen der Kunst, und über die Werke Friedrich Hebbel’s. Hoffmann und Campe, Hamburg 1846.
- Geschichte der Februar-Revolution und des ersten Jahres der französischen Republik von 1848. Mit einer Einleitung, enthaltend die Darstellung der Regierung Frankreichs seit 1830 und der Ursachen der Revolution. Mit den Porträts von Cavaignac, Lamartine und Louis Blanc. George Westermann, Braunschweig 1848.
- Ueber den Ablauf der Orientalischen Angelegenheit um die Mitte des neunzehnten Jahrhunderts. Mit einem Anhange enthaltend den Friedensvertrag vom 30. März 1856 nebst Erläuterungen. Otto Wigand, Leipzig 1857.
- Geschichte der orientalischen Angelegenheit im Zeitraume des Pariser und des Berliner Friedens. Mit Porträts, Illustrationen und Karten. G. Grote’sche Verlagsbuchhandlung, Berlin 1892 (Digitalisat).
- Friedrich Hebbels Tagebücher. Mit einem Vorwort. Nebst einem Porträt Hebbels nach Rahl und einer Abbildung seiner Todtenmaske. 2 Bände. G. Grote’sche Verlagsbuchhandlung, Berlin 1885/86.
- Friedrich Hebbels Briefwechsel mit Freunden und berühmten Zeitgenossen. G. Grote’sche Verlagsbuchhandlung, Berlin
  - 1. Band. Mit einem Vorwort. Nebst den Bildnissen Hebbels und Bambergs, gestochen von Albert Krüger. 1890;
  - 2. Band. Mit einem Vorwort und einem Epilog zu Hebbels literarischem Nachlaß. 1892.